# Кушнаренково
Кушнаре́нково (баш. Кушнаренко) — село, административный центр Кушнаренковского района и Кушнаренковского сельсовета Республики Башкортостан.

## История
Село было основано в 1790 году А. С. Топорниным.
Ранее районный центр  назывался Покровским, Степановкой, Топорниным, с 1937 года — Кушнаренково (в честь начальника политотдела Башнаркомзема И. И. Кушнаренко).
В ноябре 1941 года по инициативе начальника 1-го (германского) отдела Первого управления НКГБ СССР Александра Короткова в Школе особого назначения организовали факультет подготовки разведчиков-нелегалов для работы в странах-сателлитах Германии. На факультет приняли 100 юношей и девушек: австрийцев, болгар, венгров, испанцев, итальянцев, немцев, поляков, румын, французов, чехов (в основном, бойцов интербригад, сражавшихся в Испании, а затем осевших в Москве), в т.ч. Маркуса Вольфа — будущего бессменного шефа Главного управления разведки ГДР. Местом дислокации факультета стало башкирское село Кушнаренково. Фактически школа в Кушнаренково стала преемницей Международной ленинской школы Коминтерна. Она существовала до 1943 года.

## География
Расположено на реке Белой, в 65 км от Уфы.

### Климат
Климат умеренный континентальный.
| Показатель              | Янв.  | Фев. | Март | Апр. | Май  | Июнь | Июль | Авг. | Сен. | Окт. | Нояб. | Дек.  | Год |
| ----------------------- | ----- | ---- | ---- | ---- | ---- | ---- | ---- | ---- | ---- | ---- | ----- | ----- | --- |
| Средняя температура, °C | −12,5 | −12  | −5,6 | 5,0  | 13,3 | 18,3 | 19,9 | 17,5 | 11,6 | 4,6  | −4,3  | −10,6 | 3,8 |
| Норма осадков, мм       | 35    | 28   | 23   | 27   | 38   | 61   | 53   | 54   | 47   | 48   | 43    | 38    | 495 |
| Источник: .             |       |      |      |      |      |      |      |      |      |      |       |       |     |

## Население
| 1897  | 1939  | 1959  | 1970  | 1979  | 1989  | 2002    | 2009  | 2010  |
| ----- | ----- | ----- | ----- | ----- | ----- | ------- | ----- | ----- |
| 1977  | ↗5942 | ↗6146 | ↗6679 | ↗8559 | ↗9206 | ↗10 630 | ↘9252 | ↗9870 |
| 2021  |       |       |       |       |       |         |       |       |
| ↘9801 |       |       |       |       |       |         |       |       |

Национальный состав
Согласно переписи 2002 года, преобладающие национальности — татары (77 %), башкиры (0,1 %).
Согласно переписи 2020 года, преобладающие национальности — татары (38,3 %), башкиры (38,14 %), русские (20,81 %).

## Экономика
В селе расположен маслодельный завод. Выращиваются рожь, пшеница, овёс, ячмень, горох, кормовые культуры.

## Средства массовой информации
Кушнаренковское телевидение (КТВ) вещает во вторник и пятницу в 20:00 по местному времени.

## Радиостанции
- 66,68 МГц — Радио Юлдаш Плюс (Уфа);
- 68,24 МГц — Радио России (Уфа);
- 70,76 МГц — Радио России (Бирск);
- 102,1 МГц — Вести FM (Уфа);
- 102,3 МГц — Радио Бирь (Бирск);
- 102,5 МГц — Радио Шансон (Уфа);
- 103,7 МГц — Радио России (Бакалы);
- 105,3 МГц — Радио Юлдаш (Бирск);
- 107,3 МГц — Спутник FM (Бирск).

## Религия
В селе имеется мечеть. Также построена православная церковь Покрова Пресвятой Богородицы